# Bataille de Hulao
Transition des Sui aux Tang
Batailles
Bataille de Huoyi - Bataille de Yanshi - Bataille de Qianshuiyuan - Bataille de Hulao
La bataille de Hulao (en chinois: 虎牢之戰), qui a lieu le 28 mai 621, est une victoire décisive pour le prince Li Shimin de la toute nouvelle dynastie Tang, lui permettant d'éliminer deux seigneurs de guerre rivaux, Dou Jiande et Wang Shichong. C'est la bataille majeure et finale au cours de la campagne Luoyang-Hulao entre Tang, Zheng et Xia.
La bataille s'est déroulée au col de Hulao, un point stratégiquement important situé à l'est de Luoyang, la capitale de l'ancienne dynastie Sui et de l'empereur autoproclamé Wang Shichong. Li Shimin assiège Luoyang, ce qui amène Shichong à demander de l'aide à Dou Jiande, un seigneur de guerre de l'est de la Chine. Cependant, Jiande tarde à venir et quand il arrive enfin, Shimin a le temps de rassembler des forces pour riposter à la nouvelle menace. L'armée de Li Shimin évite les conflits jusqu'à ce que les troupes de Dou Jiande soient épuisées, puis lance une charge de cavalerie qui brise les rangs de l'armée adverse. Les combats s’achèvent par la débandade de l'armée de Dou Jiande et la capture du seigneur de guerre. À la suite de l'échec cuisant de son allié, Wang Shichong est contraint de capituler et livrer Luoyang aux Tang, qui annexent les territoires de Shinchong et Jiande. Ce dernier est exécuté un peu plus tard, entraînant la révolte de certains de ses hommes, sous le commandement de Liu Heita. Cette rébellion se solde par un échec.
Hulao est un tournant décisif dans les guerres civiles qui ont suivi l'effondrement de la dynastie Sui, ouvrant la voie à la victoire finale des Tang.

## Situation avant la bataille
Vers la fin du règne de Sui Yangdi (r 604–618), le second empereur de la Dynastie Sui, l'autorité impériale commence à s'effondrer. En effet, l'immense gâchis humain et matériel que représentent les guerres contre le royaume coréen de Koguryo, couplé à une série de catastrophes naturelles, provoquent un mécontentement croissant dans tout le pays. Dans le même temps, les successions d'échecs militaires érodent le prestige et la légitimité de l'empereur auprès des gouverneurs provinciaux, qui sont de plus en plus nombreux à penser que les Sui ont perdu le « Mandat du Ciel » ,,. Obnubilé par ses campagnes coréennes, Yangdi comprend trop tard à quel point la situation est grave pour lui. En 616, des révoltes éclatent dans tout le pays et il est obligé d’abandonner le nord du pays pour se replier sur Jiangdu, dans le sud. Il y reste jusqu'en 618, date à laquelle il est assassiné,,.
Le repli de Yangdi sert de signal aux gouverneurs locaux et autres seigneurs de guerre, qui commencent à chercher à s'emparer du pouvoir. Parmi eux, on trouve un groupe de neuf seigneurs assez puissants pour viser le trône impérial, les autres se contentant de se parer de titres plus modestes. Le plus puissant et ambitieux des neuf est Li Yuan, le Duc de Tang et gouverneur de Taiyuan, une cité du nord-ouest du pays qui est actuellement le chef-lieu de la province du Shanxi. Descendant d'une famille noble liée à la dynastie Sui et ayant eu une carrière prestigieuse, Li Yuan est un candidat sérieux pour le trône. Sa province possède d'excellentes défenses naturelles, une population fortement militarisée et est située près de Daxingcheng (Chang'an) et Luoyang, les deux capitales des Sui,. Pendant l'automne, 617 Li Yuan et ses fils, Li Shimin et Li Jiancheng, conduisent leurs troupes vers sud. Au terme d'une campagne éclair, ils battent les troupes des Sui qui ont essayé de leur barrer la route et, le 9 novembre, les troupes de Li Yuan prennent d'assaut la capitale. Dès lors, Li Yuan se positionne comme étant un concurrent majeur pour le Trône de Jade et le 16 juin 618 il se proclame premier empereur de la dynastie Tang,.
Entre 618 et 620 les Tang, commandés par le talentueux Li Shimin, lancent une série de campagnes militaires qui leur permettent d'éliminer tous leurs rivaux et de repousser une attaque menée par Liu Wuzhou, le seigneur de guerre qui contrôle le Shanxi,. Cependant, malgré ces victoires, s'ils veulent prendre le contrôle de la Chine, ils doivent obligatoirement s'emparer des territoires situés dans la plaine centrale et dans les actuelles provinces du Hebei et du Henan. En effet, c'est le contrôle de ces régions riches en hommes et en ressources qui va, comme l'a écrit l'historien Howard J. Wechsler, décider si la nouvelle dynastie « va demeurer un régime régional ou réussir à unir le pays sous son contrôle ». Au début de l'an 620, deux grands seigneurs de guerre se sont établis dans cette zone. Le Henan est contrôlé depuis Luoyang par Wang Shichong. Shichong est un ancien général Sui qui s'est proclamé premier empereur de la dynastie Zheng, après avoir vaincu un autre chef rebelle, Li Mi, lors de la bataille de Yanshi. Cette victoire lui a permis d'absorber l'armée et les territoires du vaincu,. Le Hebei est gouverné par Dou Jiande, le chef d'un groupe de bandits qui s'est révolté contre les Sui dès 611. Depuis sa base située dans le centre du Hebei, il a élargi le territoire qu'il contrôle au sud du fleuve Jaune et s'est proclamé « Roi de Xia ». Comme Wang et les Tang, il utilise l'appareil bureaucratique et administratif créé par les Sui pour contrôler et maintenir son Royaume,.

## Début de la campagne de Li Shimin contre Shichong et Jiande

Portait de Li Shimin en empereur Tang Taizong (r. 626–649)

En août 620, juste après sa victoire écrasante sur Liu Wuzhou, Li Shimin et son armée de 50 000 hommes partent du Shanxi pour marcher sur Luoyang. Ils avancent rapidement et en septembre les troupes des Tang commencent à établir un anneau de camps fortifiés tout autour de la ville, tandis que des détachements partent vers le sud, l'est et le nord, détachant ainsi la plus grande partie du centre du Henan de l'emprise de Wang Shichong. Les moines du monastère Shaolin, situé à proximité, s'allient à Li Shimin et battent un détachement de l'armée de Wang au mont Huanyuan. Lors des combats, ils réussissent à capturer Wang Renze, le neveu de Shichong. Dès lors, le seigneur de guerre est isolé dans sa capitale et ne contrôle plus que le territoire situé immédiatement à proximité des murs de la ville. Les Tang repoussent chacune de ses tentatives de briser le siège et le manque de nourriture rend la situation de Luoyang de plus en plus dramatique, car le siège continue durant tout l'hiver, puis au printemps. En mars, les rapports que reçoit Shimin lui indiquent que la population de la capitale en est réduite à fouiller les détritus pour trouver des restes de nourriture, ou a devoir manger des gâteaux fait de riz et de boue.
À ce moment-là, le seul espoir de secours qu'il reste à Shichong est une intervention de Dou Jiande, auprès de qui il a déjà envoyé des émissaires à la fin de 620. Pour Jiande, la situation, telle qu'elle lui est présentée par son conseiller Liu bin, offre à la fois un danger et une opportunité. En effet, si Luoyang tombe, le Tang se tournera ensuite contre Dou Jiande; mais si ce dernier intervient et sauve Luoyang, il lui sera facile d'évincer un Wang affaibli et d'annexer le Henan à son propre royaume de Xia. C'est donc probablement plus par calcul plus que par indécision que Jiande attend jusqu'en avril, quand la situation de Wang devient critique, avant de commencer à marcher vers l'Ouest pour mettre fin au siège de Luoyang. L'armée de Dou Jiande est énorme, elle compte probablement plus de 100 000 hommes et deux sources de l'époque parlent de 120 000 hommes. Bien que ces chiffres soient peut-être exagérés, une armée d'une cette taille correspond bien à ce qu'il était possible de mobiliser à cette époque. L'armée Xia est accompagnée d'un train d'approvisionnement de même taille, comprenant des charrettes et des bateaux,.
Lorsqu'il apprennent qu'une telle armée s'approche d'eux, certains des généraux de Li Shimin suggérèrent d'abandonner le siège et de battre en retraite vers l'ouest jusqu'au Guanzhong, mais le Prince Tang refuse de les écouter. Il laisse sur place le gros de ses troupes pour maintenir le siège, et part avec le reste jusqu'au col de Hulao, situé quelques kilomètres plus à l'est, qu'il occupe le 22 avril. Ce col de Hulao est le fruit de l'érosion provoquée par la rivière Sishui. Sur les deux rives, on trouve des pentes raides et des collines escarpées, qui s’élèvent vers le Sud aux montagnes Songshang. Ce col est alors d'une importance stratégique majeure - il a été décrit comme un « Thermopyles chinois » — car il est traversé par la route est-ouest qui longe la rive sud du fleuve Jaune .

## Face-à-face et dilemme stratégique
Quand l'armée de Dou Jiande arrive avant le col, elle trouve la ville fortifiée qui est située au pied, ainsi que les hauteurs occidentales qui se situent derrière, occupées et bien défendues par le prince Tang. Jiande installe son campement à Banzhu, une plaine située à quelques km à l'est du col, puis, au cours des semaines suivantes, se rend à plusieurs reprises à Hulao pour proposer aux Tang d'engager le combat. De son côté, Li Shimin se contente de rester dans sa position défensive, à partir de laquelle sa force numériquement inférieure peut facilement tenir les Xia à distance. Le Prince Tang sait que le temps joue en sa faveur, car chaque jour d'attente supplémentaire rapproche la garnison de Luoyang de la famine et de la reddition. Et quand la capitale de Wang Shichong tombera, il serait en mesure de lancer une attaque contre Jiande avec toutes les troupes de l'armée Tang,.
Dou Jiande a d'autres passages à sa disposition dans les collines situées près de Hulao, mais ils sont plus petits et tout aussi faciles à défendre pour les Tang. Étant donné la taille de l'armée Xia, les seules autres alternatives pour Jiande sont de contourner entièrement la position des Tang, soit en traversant le fleuve Jaune au nord, soit en s'aventurant plus au sud jusqu'au col de Huanyuan. En effet, Ling Jing, l'un des fonctionnaires de Dou, propose une approche stratégique différente, à savoir éviter tout engagement avec Li Shimin, traverser la rive nord du fleuve Jaune et frapper au cœur du territoire des Tang dans le Shanxi, affaiblissant ainsi ces derniers et les forçant à abandonner le siège de Luoyang sans que les Xia subissent des pertes. Ce plan est soutenu par la femme de Dou Jiande, mais n'est pas adopté en raison de l'opposition véhémente des généraux Xia. Mis à part le mépris naturel des militaires professionnels envers une suggestion venant de quelqu'un qu'ils considèrent comme un « général de salon ». Cette opposition est attribuée par certaines sources à la corruption de certains généraux Xia par les agents de Wang Shichong, afin de veiller à ce que Dou Jiande reste focalisé sur le sauvetage de Luoyang.
Quel que soit le véritable déroulement des événements, l'historien militaire David A. Graff est d'avis que les préoccupations logistiques ont joué un rôle majeur dans la décision de Jiande de rester à Banzhu. En effet, son immense armée dépend totalement de la proximité du fleuve Jaune et de son réseau de canaux pour ses approvisionnements,. En outre, la nature hétérogène de l'armée Xia joue contre Jiande. En effet, ses troupes sont composées, pour l'essentiel des soldats et généraux des divers chefs rebelles qu'il a vaincus au cours des dernières années, ce qui donne un agrégat à la loyauté douteuse, ce qui empêche Dou Jiande de diviser ses troupes en plusieurs détachements qu'il enverrait exécuter des missions de manière indépendante.

## Bataille du col de Hulao

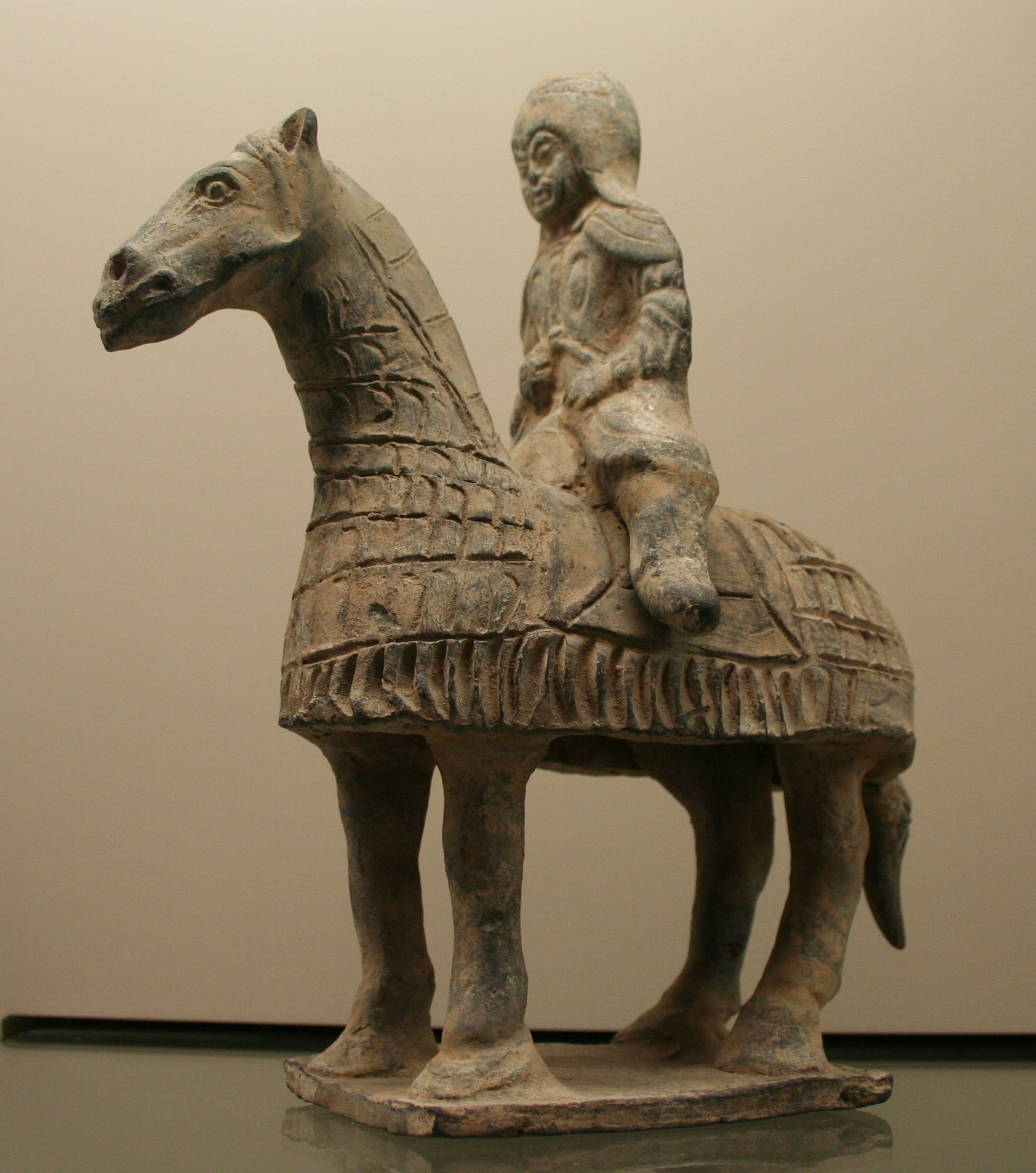
Statue en terre cuite représentant un cavalier en armure de la dynastie des Wei du Nord (386–534). Les cavaliers étaient rares dans les armées chinoises, ce qui ne les a pas empêchés de jouer un rôle décisif dans les batailles. Contrairement à cette figurine, la plupart des cavaliers Tang étaient protégés par une armure lourde, mais pas leurs chevaux, ce qui leur donnait une plus grande mobilité.

À force d'indécision, un mois s'écoule, et le Prince Tang finit par décider de provoquer une confrontation. Les raisons qui poussent Li Shimn à changer d'avis sont inconnues. Graff suggère qu'il est « possible qu'il croyait que le moral des hommes de Dou Jiande s'était détérioré, et il est très probable qu'il ne voulait pas permettre à l'armée Xia de se retirer en sécurité au Hebei après que Luoyang soit tombé », ou qu'il était frustré de la résistance aussi longue qu'imprévue de Luoyang. En même temps, Li Shimin est évidemment déterminé à exploiter l'occasion offerte par la situation pour remporter une victoire écrasante contre Jiande, ce qui entraînerait l'annexion rapide de ses domaines par les Tang,.
Pour inciter son ennemi à accepter la bataille, Li Shimin envoie sa cavalerie lancer un raid sur les lignes d'approvisionnement des Xia et positionne ses troupes à Hulao de manière à faire croire qu'il n'y a qu'un faible nombre de soldats. Jiande tombe dans le panneau et aux premières heures du matin du 28 mai, il marche sur Hulao avec une grande partie de son armée, en déployant ses troupes le long de la rive orientale de la rivière Sishui. Suivant le plan de Li Shimin, les troupes des Tang ne se positionnent pas pour la bataille et restent dans leurs positions défensives, attendant que l'armée Xia se lasse et commence à se retirer. Ensuite, selon Graff, les Tang « se précipitent et tombent sur l'armée Xia qui est maintenant démoralisée et désorganisée » . Cette attaque est conforme à la tactique que Li Shimin a l'habitude d'utiliser et qui lui a déjà permis de vaincre Xue Rengao et Liu Wuzhou : le Prince Tang laisse l'ennemi avancer en étirant ses lignes d'approvisionnement, puis choisit une position appropriée et très facile à défendre pour l'affronter. Ensuite, il évite une confrontation directe et préfère lancer des raids sur les lignes d'approvisionnement de son adversaire, en attendant l'apparition de signes de faiblesse ou le début d'une retraite. C'est à ce moment qu'il lance une attaque avec toutes les forces à sa disposition, cherchant ainsi à obtenir une victoire écrasante sur le champ de bataille. Enfin, il rend cette victoire décisive en traquant les troupes ennemies en déroute avec une « poursuite de cavalerie implacable », selon les mots de Graff, pour exploiter au maximum son succès et provoquer l'effondrement du royaume de son adversaire.
Le plan de Shimin est couronné de succès : en dehors d'escarmouches entre les cavalerie des deux camps, les deux armées restent bloquées face à face d'environ huit heures du matin jusqu'à midi, lorsque les troupes Xia ont commencé à montrer des signes de soif et de lassitude. Li Shimin, observant la situation d'un point de vue élevé, s'en aperçoit et envoie 300 cavaliers pour attaquer et tester l’ennemi. Quand il voit que les Xia sont démoralisés au point de se replier face à cet assaut, il envoie d'autres cavaliers contourner le flanc gauche de Dou Jiande par le Sud. Jiande réagit en ordonnant le repli de toute son armée de la rivière vers une meilleure position défensive, au niveau de l'escarpement oriental de la vallée de Sishui. Mais cette manœuvre crée une confusion dans les lignes Xia, brisant leur ordre de bataille. Voyant enfin se matérialiser l'occasion qu'il attendait, Shimin donne l'ordre a toutes ses troupes de lancer une attaque générale contre les Xia, et prend personnellement la tête de l'assaut avec ce qui lui reste de cavalerie. En effet, Li Shimin conduit toujours l'avant-garde de son armée, accompagné d'une force d'élite de 1 000 cavaliers lourds vêtus de noir, comme le font la plupart des chefs militaires chinois de l'époque, qui devaient prouver leur bravoure personnelle sur le champ de bataille et motiver leurs hommes par l'exemple, plutôt que de rester à l'arrière et coordonner leur armée.
La bataille qui s'ensuivit est sanglante, mais tout se joue quand Li Shimin et une partie de sa cavalerie traversent les lignes de Xia et atteignent l'escarpement oriental, où ils plantent les bannières des Tang, à un endroit visible par les deux armées. Ce coup d'éclat et l'arrivée de la cavalerie Tang sur le flanc gauche causent l'effondrement complet de l'armée Xia: piégée entre les troupes des Tang et les falaises orientales, 3 000 soldats Xia meurent au combat ou durant la poursuite qui s'ensuit, et plus de 50 000 sont capturés. Parmi les prisonniers se trouve Dou Jiande lui-même, blessé et capturé en tentant de trouver un moyen de traverser le fleuve Jaune.

## Conséquences
La victoire de Tang à Hulao est synonyme de fin pour Luoyang : n'ayant plus aucun espoir d'être secouru, Wang Shichong capitule le 4 juin, après que Li Shimin ait exhibé Dou Jiande et ses généraux devant les murs de la ville,. Dans un contraste frappant avec la clémence avec laquelle les Tang traitaient la plupart de leurs rivaux vaincus, Dou Jiande et Wang Shichong sont vite éliminés : Jiande est envoyé à Chang'an, où il est exécuté, tandis que Wang est ostensiblement autorisé à prendre sa retraite en exil, avant d’être tué en cours de route. La femme et les hauts fonctionnaires de Jiande ont réussi à s'échapper du camp Xia et à se mettre en sécurité au Hebei. Mais bien que certains voulaient continuer à se battre sous les ordres du fils adoptif de Dou Jiande, la plupart, y compris l'influent Qi Shanxing, ont considéré le résultat de la bataille comme un signe que les Tang possédaient le « mandat du ciel », c'est-à-dire le droit divin de régner. Le 10 juin, le royaume Xia se rend officiellement aux Tang, bientôt suivi des alliés de Jiande, à savoir Xu Yuanlang et Wang Shibian, le frère de Wang Shichong,.
Comme l'écrit David A. Graff, « la grande victoire de Hulao a été l'engagement le plus décisif des guerres civiles qui ont séparé l'effondrement Sui de la consolidation de l'autorité Tang ». En battant Dou Jiande et Wang Shichong, les Tang éliminent leurs deux rivaux les plus puissants et gagnent le contrôle de la si vitale plaine centrale, s'assurant ainsi un ascendant incontesté sur toutes les autres factions concurrentes,. Mais les Tang n'ont pas encore le contrôle de toute la Chine, et de nouvelles rébellions continuent d'éclater pendant quelques années de plus. Les plus remarquables de ces révoltes se produisent à la fin de l'an 621, lorsque les anciens responsables Xia présents à Hebei se soulèvent en réaction à l'exécution de Dou Jiande, sous la direction de Liu Heita, le commandant de cavalerie du défunt seigneur de guerre. Néanmoins, le résultat final de la guerre civile a été décidé à Hulao, et les divers chefs rebelles sont vaincus un par un. Le dernier d'entre eux, Liang Shidu de Shuofang, est battu en juin 628, marquant la fin de la guerre civile,.
À la fin 629, Li Shimin, devenu entre-temps empereur de Chine, ordonne l'érection de monastères bouddhistes sur les sites de sept des combats qu'il avait menés pendant la guerre civile. Dans un geste qui illustre le désir de l'empereur de mettre fin aux divisions nées du conflit, pour Hulao il a choisi le nom « temple de l'égalité dans la commisération ».